# Ämari flygbas
Ämari flygbas (IATA: EEEI) är en militär flygplats belägen cirka 14 kilometer väster om Keila i Harjumaa, Estland.

## Historik
Flygplatsen uppfördes år 1945 i samband med den sovjetiska ockupationen av Estland. Under kalla kriget kom flygbasen bland annat att vara bas för flygförband beväpnade med attackflygplanet Su-24, men även transportförband utrustade med transportflygplanen An-12 och An-26. Efter att Sovjetunionen upplöstes och Estland blev självständigt användes flygbasen av det ryska flygvapnet under åren 1991 och 1994. Efter att de kvarvarande ryska förbanden dragit sig ur Estland år 1994 övertogs flygbasen av Estland.
Den 1 januari 1998 bildades det estniska flygvapnet, vilket kom att baseras på flygbasen. År 2009 beslutades att basen skulle renoveras och moderniseras, bland annat genom en ny oljedepå och terminal och renovering av rullbanan. Detta för att ställa basen till förfogande för NATO:s flygoperation Baltic Air Policing. Den 15 september 2010 invigdes flygbasen, som då hade fått NATO-stadard på sin rullbana, vilket motsvarar 2 750 meter.
I april 2014 inspekterades flygbasen av ett amerikanskt flygförband, och den 30 april 2014 började flygbasen användas för NATO:s flygoperation. Uppdraget inleddes med ankomsten av fyra danska F-16 jaktflygplan på basen, som en del av Baltic Air Policing.
Idag har den GCA-2020 radar.